# Mascioni (Campotosto)
Mascioni è una frazione italiana di 189 abitanti del comune di Campotosto.

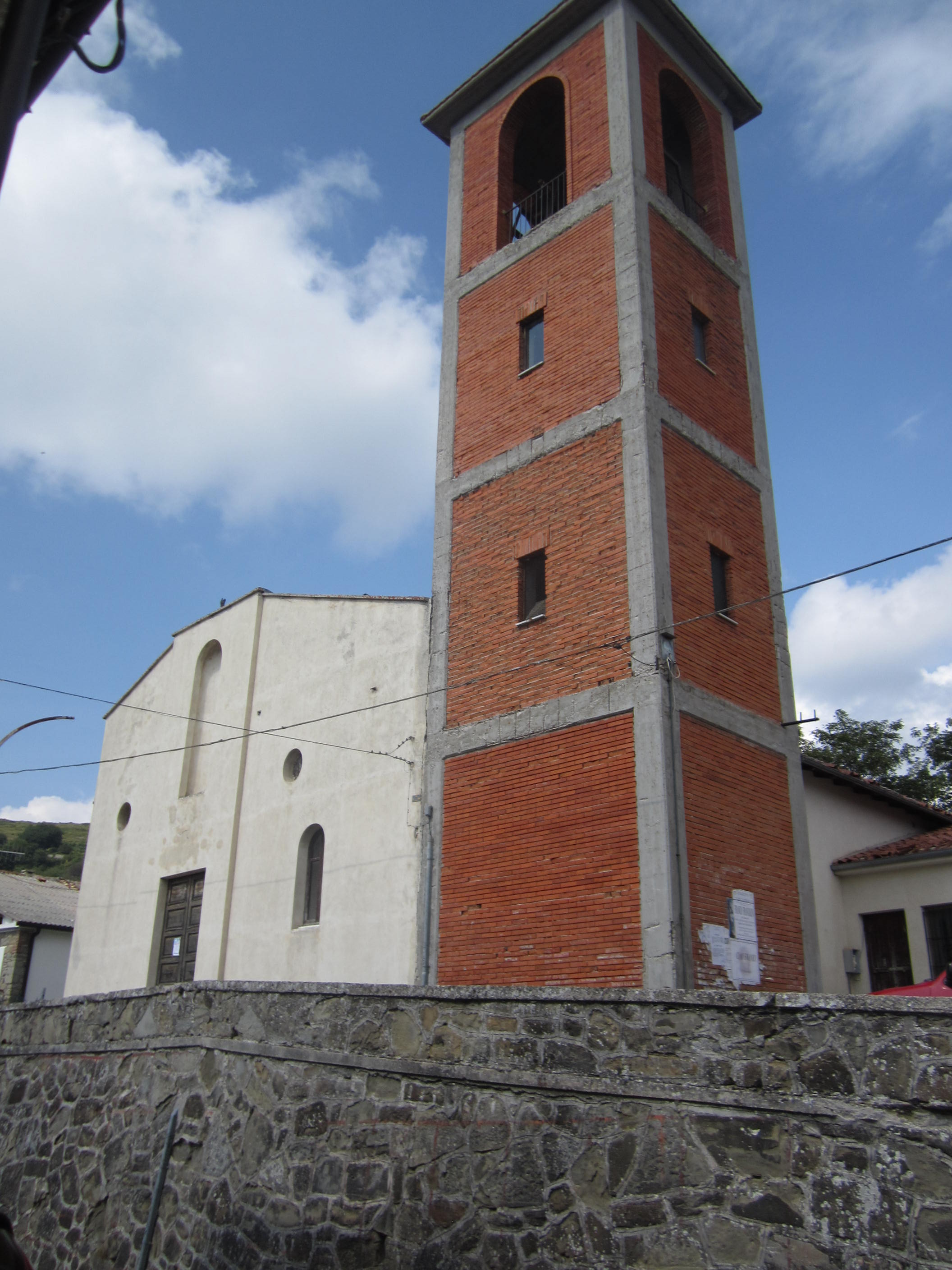
Chiesa di San Giovanni Battista del paese di Mascioni

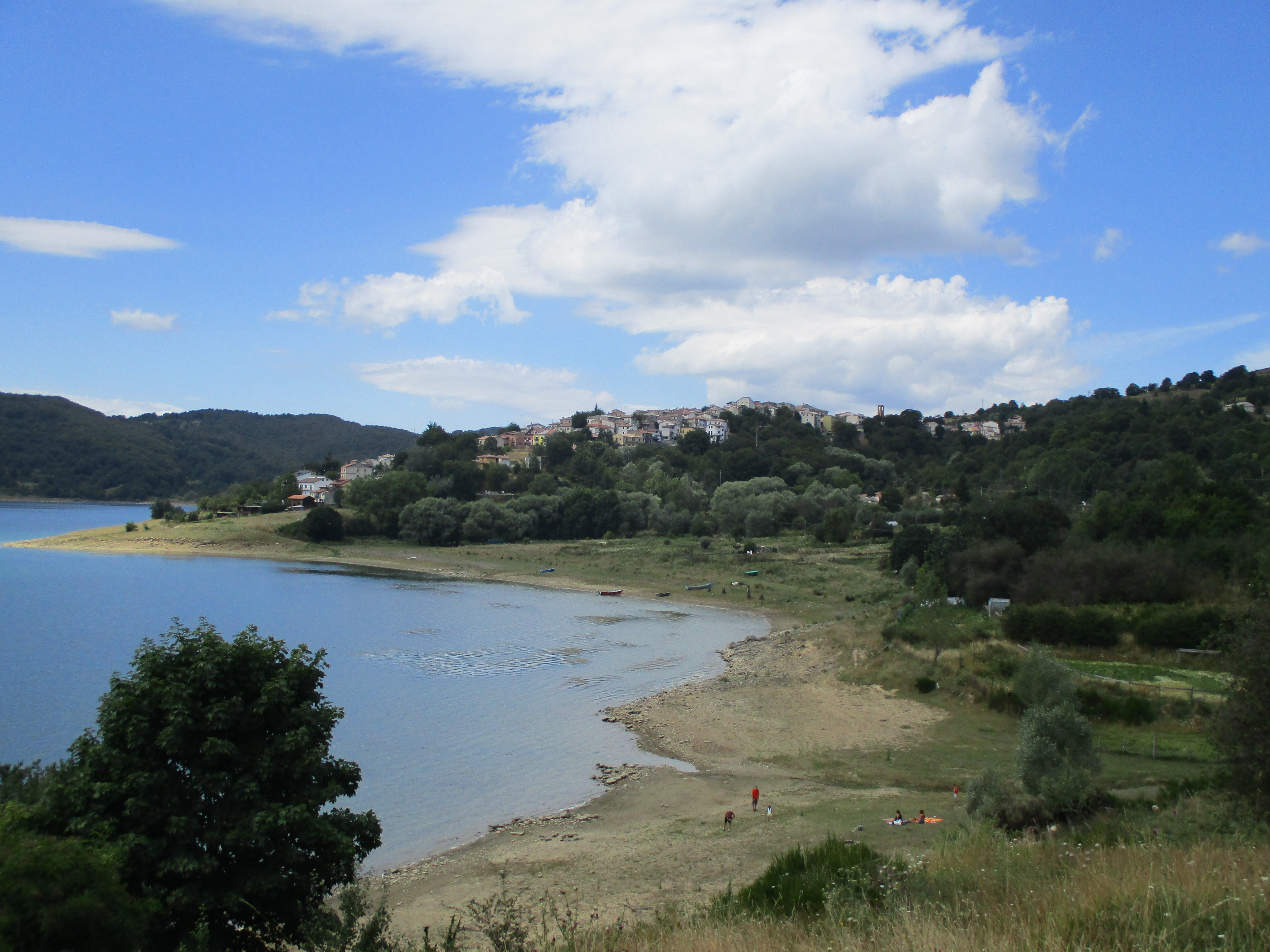
Panorama del Lago di Campotosto con il paese di Mascioni

Il paese dista 3,69 chilometri dal capoluogo. È situato nel Parco nazionale del Gran Sasso e Monti della Laga a 1 392 metri sul livello del mare. 
Il centro abitato si trova su un piccolo colle che fiancheggia una riva del Lago di Campotosto. Dispone di una chiesa parrocchiale dedicata a San Giovanni Battista e del cimitero, costruito all'ingresso dell'abitato.
Il piccolo borgo è noto per aver dato i natali nell'anno 1403 al beato Andrea da Montereale, cui è dedicata una cappella nei pressi della sua casa natale.
Fino a tutto il XVIII secolo era una località appertenente al territorio del "Quarto di San Pietro" della Regia Città di Montereale.